# Iris nantouensis
Iris nantouensis är en irisväxtart som beskrevs av Shao Shun Ying. Iris nantouensis ingår i släktet irisar, och familjen irisväxter. Inga underarter finns listade i Catalogue of Life.